# Shannon Brook
Shannon Brook är ett vattendrag i Australien. Det ligger i delstaten New South Wales, i den sydöstra delen av landet, omkring 580 kilometer norr om delstatshuvudstaden Sydney.
Omgivningarna runt Shannon Brook är en mosaik av jordbruksmark och naturlig växtlighet. Runt Shannon Brook är det ganska glesbefolkat, med 32 invånare per kvadratkilometer. Genomsnittlig årsnederbörd är 1 776 millimeter. Den regnigaste månaden är januari, med i genomsnitt 298 mm nederbörd, och den torraste är oktober, med 39 mm nederbörd.